# Sint-Blasiuskerk (Mühlhausen)
De Sint-Blasiuskerk (Duits: Divi-Blasii-Kirche) is een drieschepige, kruisvormige hallenkerk aan de Untermarkt van Mühlhausen in Thüringen. De rijk met maaswerk, pinakels en een roosvenster versierde gevel aan de noordzijde ligt op een oude handelsroute.

## Geschiedenis en beschrijving

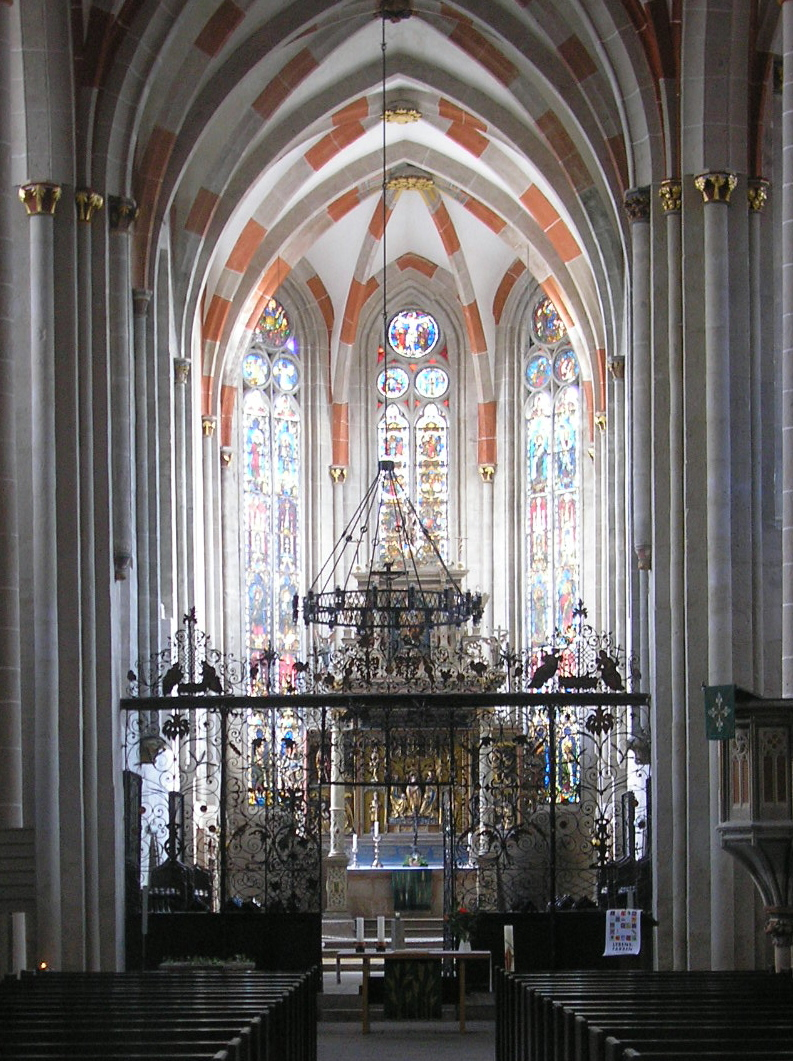
Interieur

Het was de Duitse Orde die omstreeks 1276 met de bouw van deze gotische kerk beon. Een voorganger van de kerk gaat op de vroege 12e eeuw terug. In het noordelijk dwarsschip is een roosvenster met maaswerk ingebracht, dat iets kleiner is dan dat van de Parijse Notre-Dame. Daaronder bevindt zich een portaal met wimperg. Deze bouwelementen en het polygone koor, de hoge vensters en de dakgevels wijzen duidelijk op invloeden van de Noord-Franse kathedralen.
Het kerkschip en het in 1276-1282 gebouwde koor bezitten kruisribgewelven. Twee sluitstenen in het koor zijn versierd met een adelaar en een leeuw, beide symbolen van de deugden van Christus. De vensters in het koor dateren uit de periode 1310-1330 en stellen Johannes de Doper en de heilige Blasius voor. De zeven oude koorvensters werden in 1900 door het atelier van Alexander Linnemann in Frankfurt gerestaureerd, daarnaast werden er door Linnemann zes nieuwe vensters gemaakt met figuurlijke voorstellingen. Aan de muren van het koor bevinden zich de grafzerken van religieuze hoogwaardigheidsbekleders.
Op de westelijke kant van de kerk staan twee zeshoekige, 42 meter hoge torens. Ze herinneren aan de voorganger uit 1245-1265 en de sokkels bevatten nog romaanse stijlelementen. In de zuidelijke toren hangt een klok uit het jaar 1281. De toegang tot de kerk is tegenwoordig via de westelijke ingang. Boven het portaal bevindt zich een timpaan met de kruisiging van Christus.
Vanaf 1556 werd de kerk door de Duitse Orde overgedragen aan de protestants-lutherse gemeente. Vanaf ± 1600 werd de latijnse naam sanctus Blasius door divus Blasius vervangen. Van juli 1707 tot juli 1708 werkte Johann Sebastian Bach hier als organist. Ter gelegenheid van de zegening van de nieuwe stadsraad componeerde hij in februari 1708 de plechtige cantate Gott ist mein König.
Met de invoering van de Pruisische unieagenda van 1817 (de vereniging van verschillende protestantse denominaties) werd de kerk onderdeel van de Pruisische Uniekerken. Sinds de secularisatie is de kerk de hoofdkerk van de protestantse parochie van Mühlhausen. Tegelijkertijd worden er concerten en exposities georganiseerd.

## Interieur
In de kerk bevindt zich een achthoekig doopvont uit het jaar 1596, een standbeeld van Maarten Luther uit het jaar 1903 en een laatgotische kansel. Ongeveer tussen 1543 en 1548 werden de altaren tijdens de beeldenstorm verwoest. Het hoogaltaar bleef daarentegen grotendeels bewaard en toont scènes uit het leven van Maria en beelden van heiligen. Koor en viering worden door een barok smeedijzeren hek uit circa 1640 gescheiden. In het koor is eveneens een beeltenis van de vroegere superintendent van Mühlhausen en dichter Ludwig Hembold ondergebracht.

## Orgel
Op de westelijke galerij staat het in 1959 ingewijde en na een generale stemming op 14 september 2008 opnieuw ingewijde Schuke-orgel. Het orgel beantwoordt aan de eisen voor de orgeldispositie van Bach. De arts en Bach-kenner Albert Schweitzer werkte mee aan het concept van het orgel. Het orgel heeft drie manualen en 42 registers, enkele registers werden toegevoegd om het mogelijk te maken dat ook modernere orgelliteratuur met overeenkomstige klankkleuren kan worden gespeeld .

## Trivia
Voor de torens van Brooklyn Bridge, een ontwerp van de uit Mühlhausen afkomstige en naar de Verenigde Staten geëmigreerde architect Johann August Röbling (John August Roebling), zouden de gotische boogvensters van de Blasiuskerk als voorbeeld hebben gediend.

## Afbeeldingen

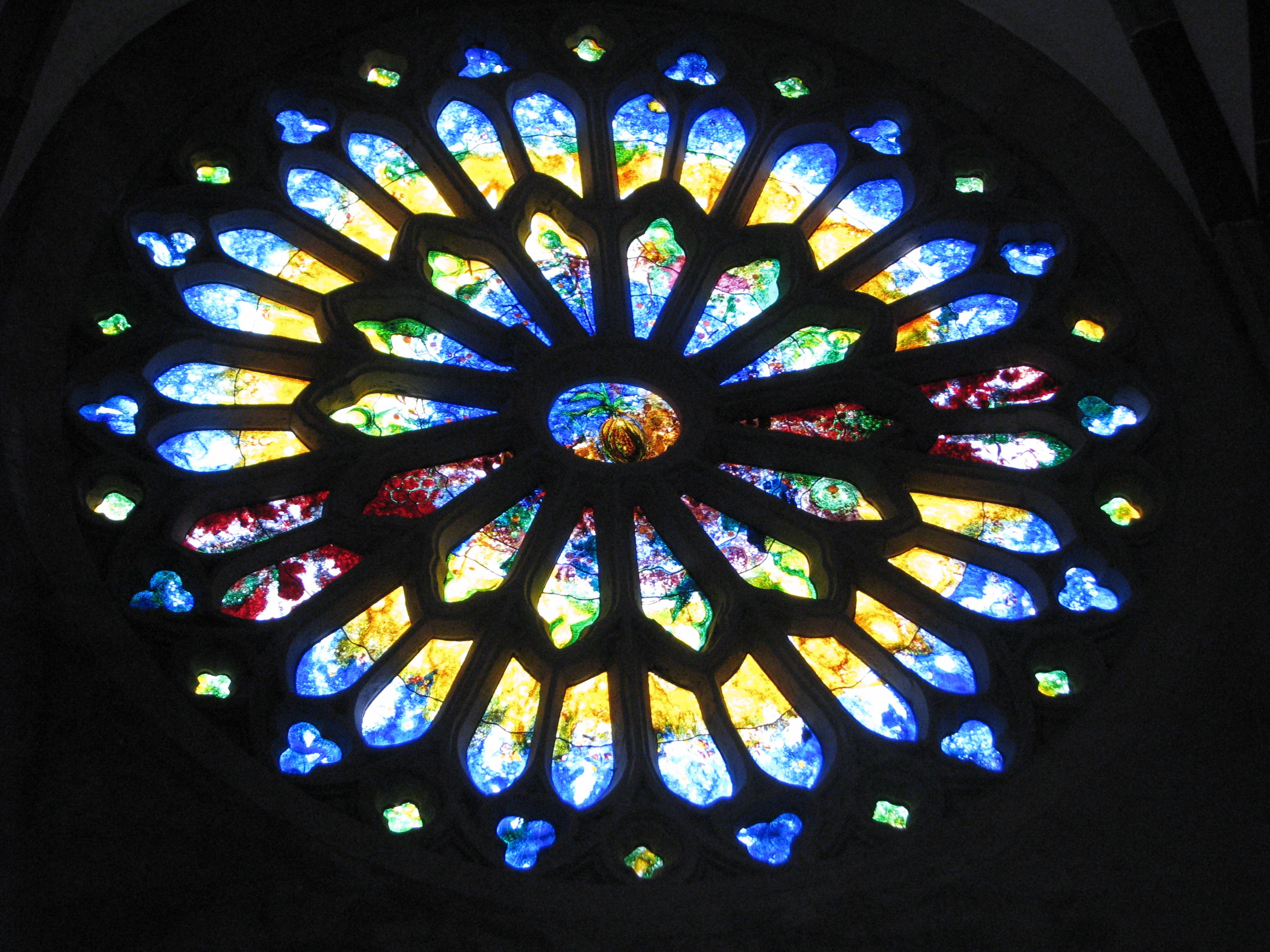
Roosvenster
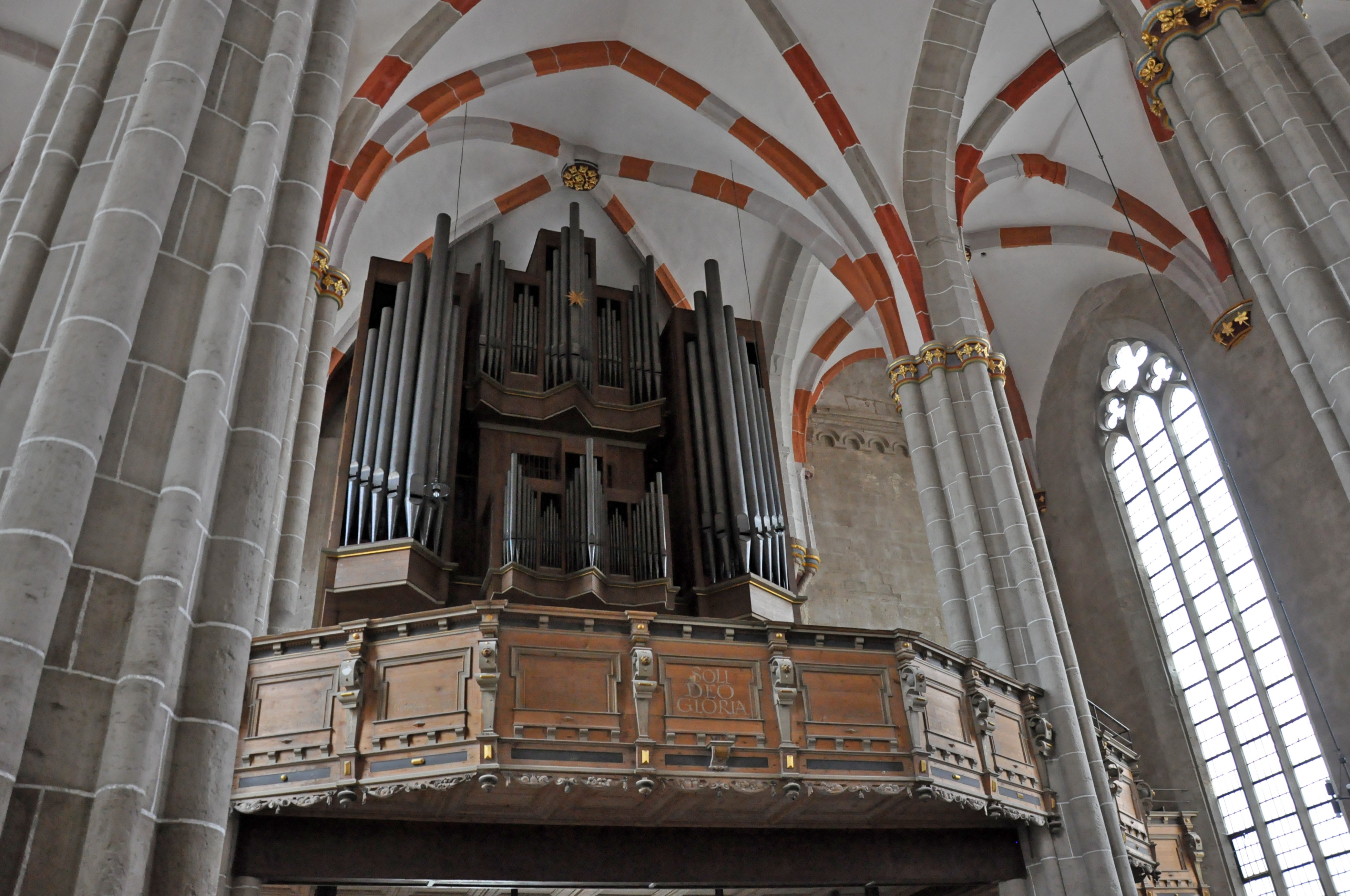
Schuke-orgel
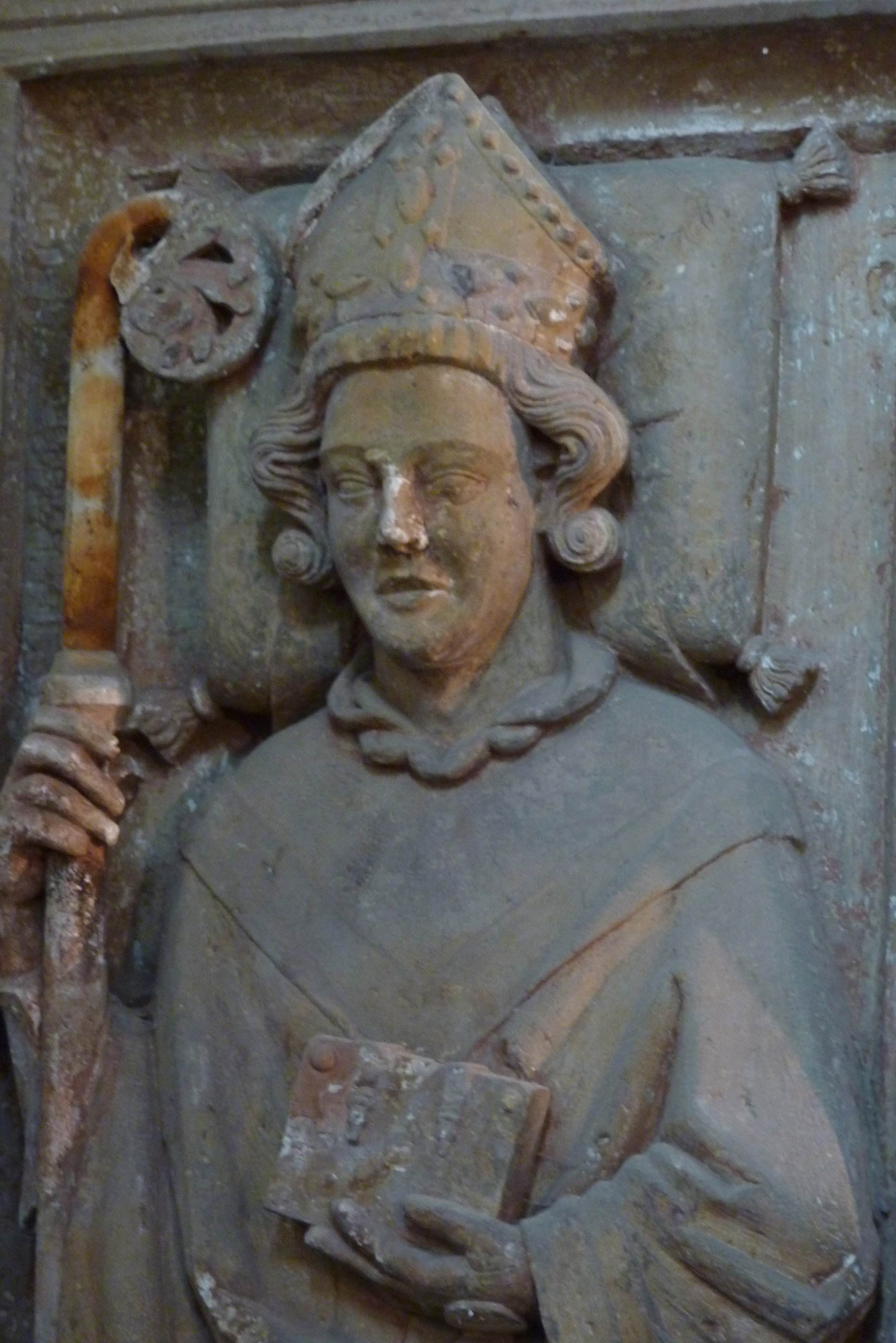
Epitaaf voor Christiaan van Mühlhausen († 1295)
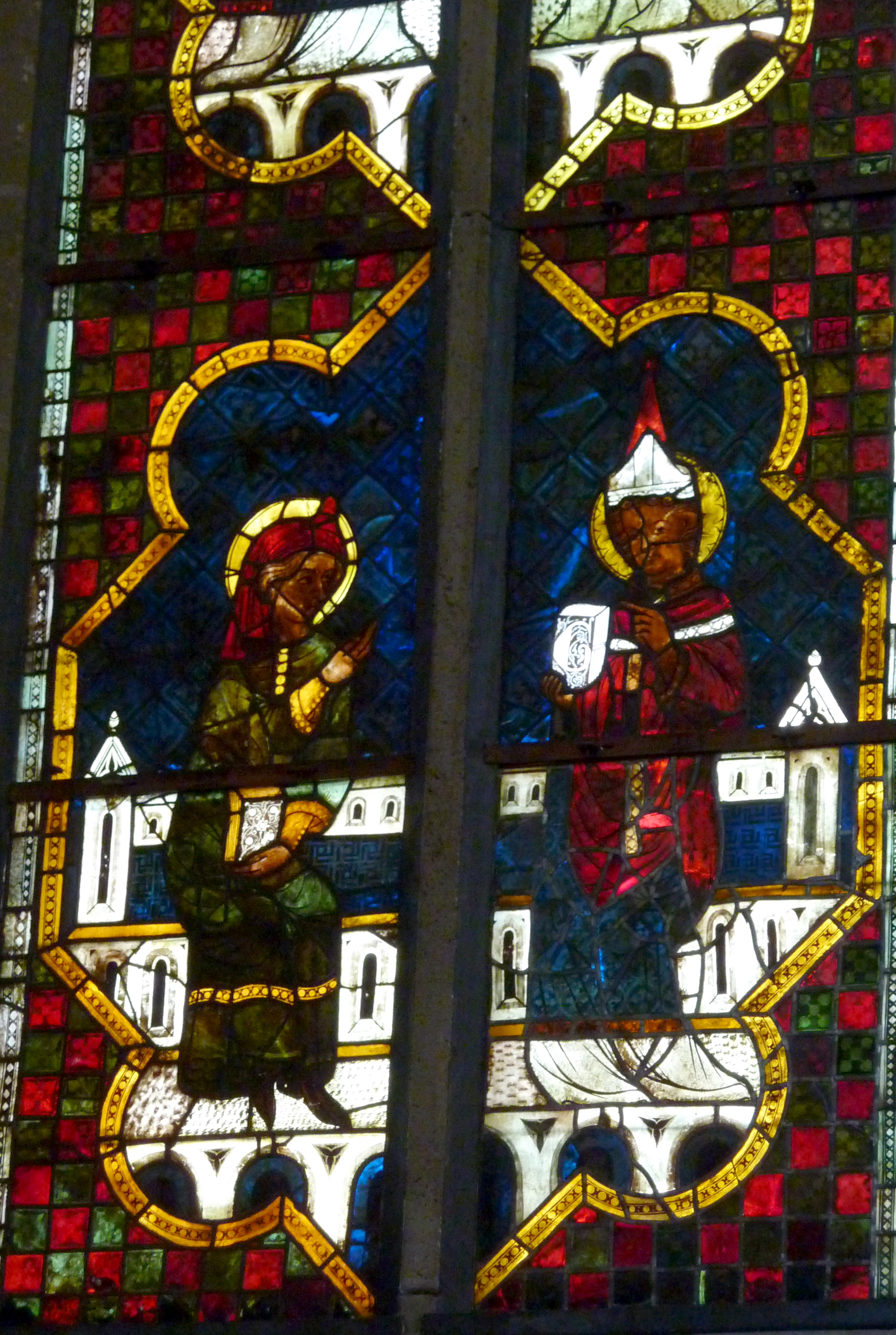
Middeleeuws venster